# فابيو جونيور (لاعب كرة قدم)
فابيو جونيور (بالبرتغالية: Fábio Júnior dos Santos‏) هو لاعب كرة قدم برازيلي في مركز الهجوم، ولد في 6 أكتوبر 1982 في Nossa Senhora da Glória, Sergipe ‏ في البرازيل. لعب مع النادي الأهلي وريال مدريد كاستيا ونادي إنترناسيونال ونادي سبورت ريسيفه ونادي سيارا ونادي فاسكو دا غاما ونادي فلامنغو ونافال.

## وصلات خارجية
- فابيو جونيور (لاعب كرة قدم) على موقع دوري كوريا الجنوبية (الإنجليزية)
- فابيو جونيور (لاعب كرة قدم) على موقع قاعدة بيانات كرة القدم.إي يو (الإنجليزية)